# Tachikawa Ki-9
Il Tachikawa Ki-9 (はキ9?), indicato anche, in base a diversa convenzione, Aereo da addestramento intermedio per l'Esercito Tipo 95-1 (九五式一型練習機?, Kyūgo-shiki ichigata renshuki) e al quale venne assegnato dagli alleati il nome in codice Spruce (Peccio), fu un aereo da addestramento intermedio monomotore, biposto e biplano, sviluppato dall'azienda aeronautica giapponese Ishikawajima Hikōki Seisakushō negli anni trenta e prodotto, oltre che dalla stessa, rinominata in seguito Tachikawa Hikōki KK, anche su licenza dalla Nippon Koku Kogyo.
Destinato ad equipaggiare i reparti da addestramento della Dai-Nippon Teikoku Rikugun Kōkū Hombu, la componente aerea dell'Esercito imperiale giapponese, fu largamente utilizzato nella formazione dei piloti giapponesi che raggiunsero i reparti operativi durante la seconda guerra sino-giapponese e la seconda guerra mondiale e da loro soprannominato Akatombo (赤とんぼ?) (una libellula del genere Sympetrum).

## Storia del progetto

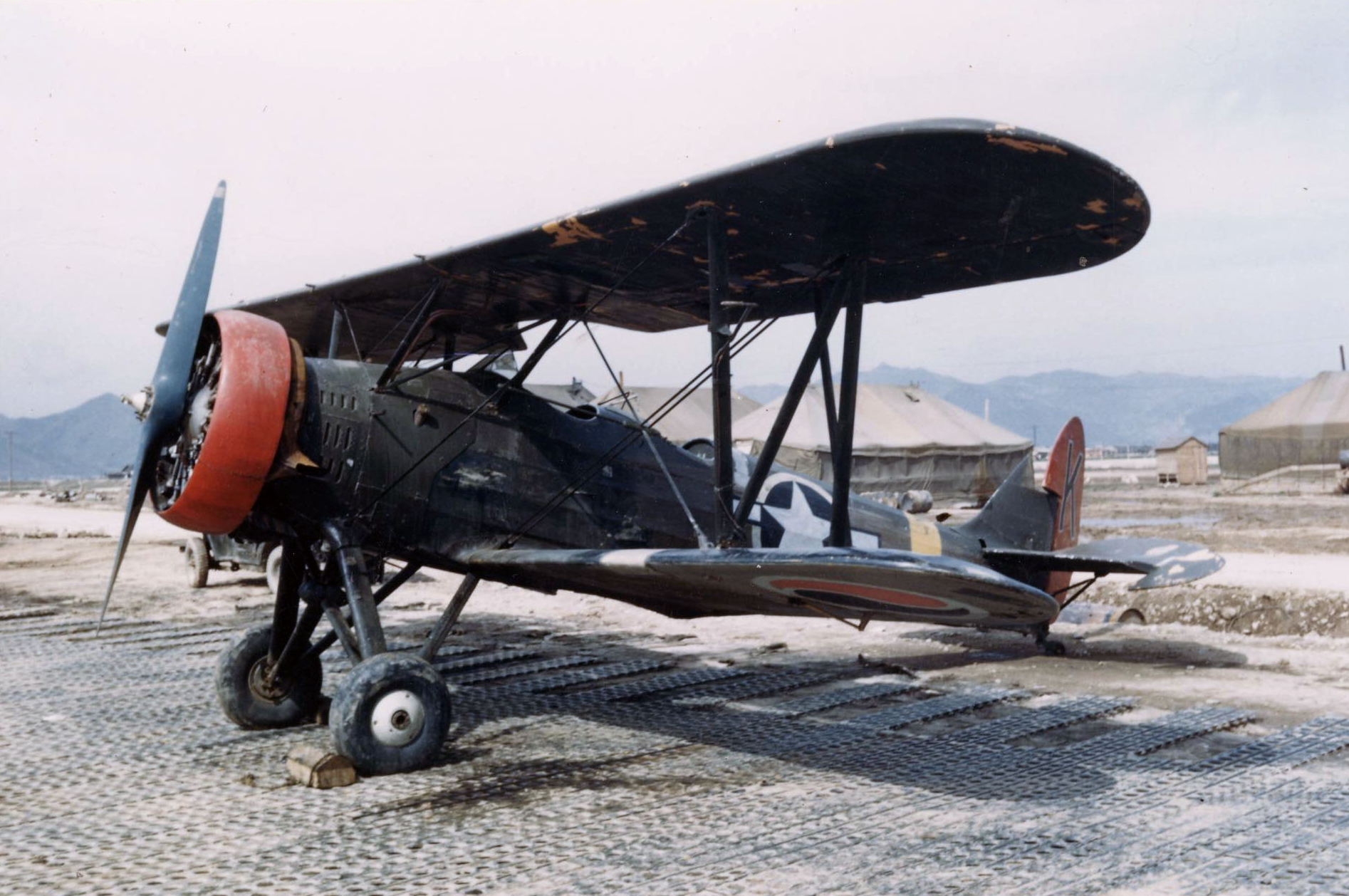
Un Ki-9, che venne consegnato alla Corea del Sud dopo la seconda guerra mondiale, fotografato nel 1951. Da notare le insegne coreane poste sulle ali, mentre sulla fusoliera si possono distinguere marcature degli Stati Uniti

Nel 1934 il Kōkū Hombu, l'allora ministero dell'aviazione del Giappone, emise una specifica per la fornitura di un nuovo modello adatto all'addestramento di secondo periodo da destinare ai propri reparti di addestramento e che potesse essere facilmente convertito in un modello adatto anche all'addestramento basico.
A questo scopo venne contattata la Tachikawa, affidando la progettazione e lo sviluppo di un aereo adatto allo scopo al gruppo di lavoro diretto dal capo progettista Ryokichi Endo, il quale elaborò il disegno relativo ad un velivolo dall'impostazione convenzionale, un monomotore biposto, dalla velatura biplana e carrello d'atterraggio fisso che, in base a una diversa motorizzazione, dalla minor potenza nella formazione basica dei nuovi piloti, poteva essere utilizzato in entrambi i ruoli richiesti.
Venne quindi avviata la costruzione di tre prototipi, il primo, portato in volo per la prima volta il 7 gennaio 1935 e che prefigurerà il futuro Ki-9, equipaggiato con un motore Hitachi Ha-13a, un radiale 9 cilindri raffreddato ad aria da 350 hp (261 kW), seguito da un secondo con identica configurazione ed un terzo, motorizzato con un meno potente Nakajima NZ radiale a 7 cilindri da 112 hp (80 kW). Quest'ultimo risultò gravato da un problema di stabilità in volo dovuto al diverso baricentro e il suo sviluppo venne abbandonato per concentrarsi sull'addestratore intermedio, mentre per quello basico venne avviato un nuovo progetto che si concretizzerà nel Ki-17. Al termine delle prove ufficiali il modello venne accettato dall'Esercito con la designazione ufficiale Ki-9 ed avviato alla produzione in serie nel 1935.

## Utilizzatori
Cina nazionalista
Chung-Hua Min-Kuo K'ung-Chün (dal dopoguerra)
 Corea del Sud
- Daehan Minguk Gonggun (dal dopoguerra)

 Giappone
- Dai-Nippon Teikoku Rikugun Kōkū Hombu

 Indonesia
- Angkatan Udara Republik Indonesia (dal dopoguerra)

 Manciukuò
- Dai-Manshū Teikoku Kūgun

 Repubblica di Cina (Repubblica di Nanchino)
- Forza aerea della Repubblica di Cina riformata

 Siam
- Kongthap Akat Thai